# Gooden Island
Gooden Island ist ein Klippenfelsen im Archipel der Südlichen Shetlandinseln. Sie liegt 3 km südwestlich des Davey Point vor der Mündung des Usher-Gletschers in die Litwin Bay an der Johannes-Paul-II.-Küste von King George Island.
Das UK Antarctic Place-Names Committee benannte sie 2019, zunächst irrtümlich als Landspitze (Gooden Point, so auch im Composite Gazetteer of Antarctica eingetragen), nach K. R. Gooden, Leiter der Station des Falkland Islands Dependencies Survey in der Admiralty Bay im antarktischen Winter 1951.